# Мариу ди Андради
Мариу Раул ди Морайс Андради (на португалски: Mário Raul de Morais Andrade) е бразилски писател, етнограф и критик.

## Биография
Роден е в Сау Паулу на 9 октомври 1893 г. Като дете свири добре на пиано и известно време учи в консерваторията, но по-късно се насочва към литературата.
Със своята стихосбирка „Paulicéia Desvairada“ (1922) поставя началото на модернизма в бразилската поезия. Той е и сред пионерите на музикалната етнография в света.
Мариу ди Андради умира в Сау Паулу на 25 февруари 1945 г.